# Esquadrão N.º 79 da RAAF

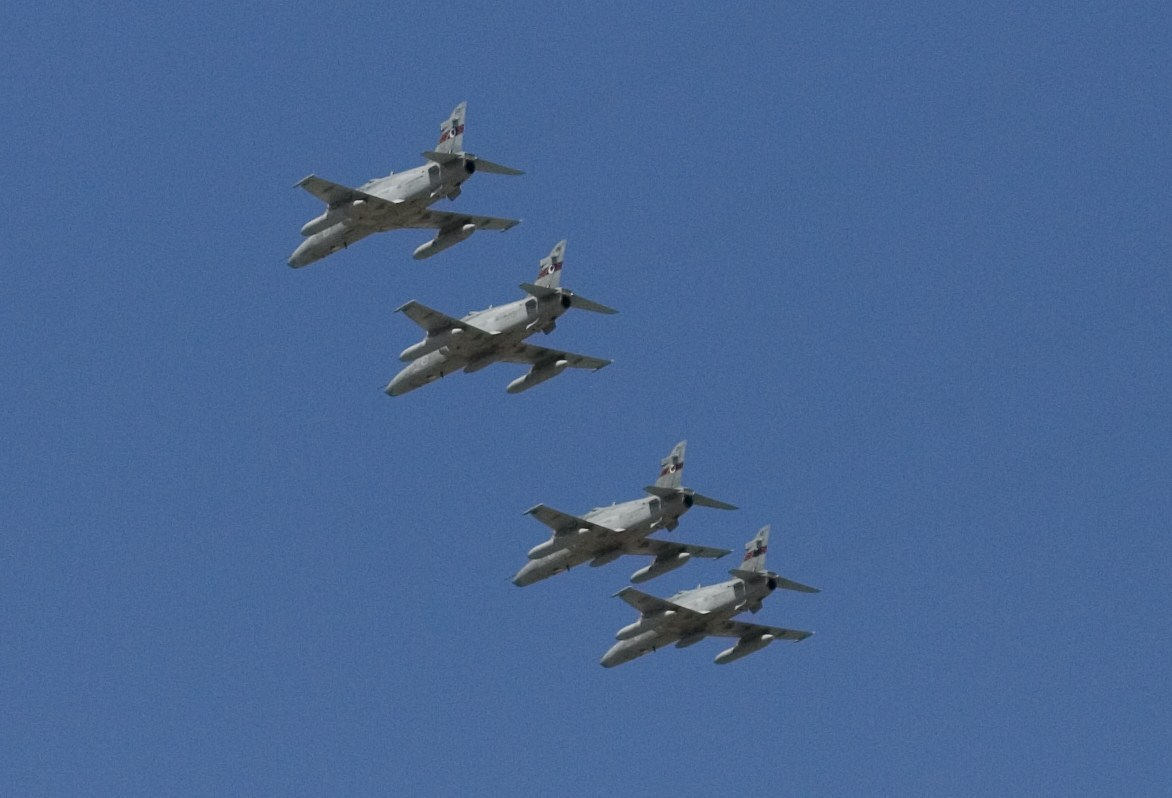
Aeronaves BAE Systems Hawk do Esquadrão Nº79.

O Esquadrão N.º 79 é um esquadrão de treino de voo da Real Força Aérea Australiana (RAAF), que já foi criado em quatro ocasiões diferentes desde 1943. O esquadrão foi estabelecido em Maio de 1943 como uma unidade de caças equipada com aviões Supermarine Spitfire, e posteriormente combateu no Sudoeste do Pacífico na Segunda Guerra Mundial. Entre Junho de 1943 e o final da guerra, em Agosto de 1945, realizou operações de patrulha aérea e defesa aérea de bases e navios dos aliados, escoltou aeronaves australianas e norte-americanas e atacou posições japonesas. Em Novembro de 1945 o esquadrão foi dissolvido. Entre 1962 e 1968 o esquadrão voltou a estar activo, operando caças a jacto CAC Sabre a partir da Tailândia. Depois de voltar a ser dissolvido, o esquadrão voltou a ser activado entre 1986 e 1988 na Malásia, onde operou caças Mirage III e aviões de transporte DHC-4 Caribou durante o período em que a RAAF actualizava a sua frota de caças.
O esquadrão tem estado activo desde 1998, e está actualmente colocado na Base aérea de Pearce, onde opera aviões de treino Hawk 127 desde o ano 2000. A principal missão da unidade é o de providenciar treino introdutório em aviões a jacto, além de realizar cursos de refrescamento para os pilotos mais experientes. O Esquadrão N.º 79 também apoia o Exército Australiano e a Real Marinha Australiana em exercícios de treino na Austrália Ocidental e no Território do Norte.